# Protodipseudopsis bicincta
Protodipseudopsis bicincta är en nattsländeart som beskrevs av Banks 1920. Protodipseudopsis bicincta ingår i släktet Protodipseudopsis och familjen Dipseudopsidae. Inga underarter finns listade i Catalogue of Life.